# Acordo Israel-África do Sul
O Acordo Israel-África do Sul (ISSA) foi um acordo secreto de cooperação de defesa originalmente assinado em 1975 entre Israel e o governo de apartheid da África do Sul.
O acordo abrangeu diversas áreas de defesa, cooperação em um momento em que ambos os países eram pobres de tecnologia de defesa e armas no livre comércio internacional, principalmente por causa dos embargos de armas em vigor no momento.